# 平民派
平民派（拉丁語：Populares，單數popularis，意為「關照人民」）是羅馬的政壇派系，在晚期的罗马共和国，他們傾向於透過平民會議，試圖打破顯貴與貴人派壟斷政壇的局面，爭取在政治上的權力。 
平民派是在羅馬共和晚期極其嚴重的貧富差距下產生的，他們訴求提升公民大眾的參政權力和解決貧富差距的問題，平民派具體施行的政策，包括讓羅馬公民在行省建立新的殖民地，以緩解義大利半島已嚴重不足的土地分配問題；另外也主張將公民權頒發給予羅馬的意大利盟邦居民，令他們可以享有與羅馬人一樣的政治權力；還有推動糧食賑濟政策以即限制糧食價格等措施。平民派的聲勢，在他们擁護的領導人恺撒的獨裁时达到了頂點。在凱撒的繼承人組成的后三头同盟(前43年-前33年)掌權之後，他們即開始壓制平民派的活動，至此平民派已不再是獨立的政治勢力。
除了凱撒之外，著名的平民派，包括格拉古兄弟，馬略，普布利烏斯·克洛狄烏斯·普爾喀，以及（在前三头同盟的時候）克拉苏與龐培。